# Cercy-la-Tour
 Cercy-la-Tour  es una población y comuna francesa, situada en la región de Borgoña, departamento de Nièvre, en el distrito de Ville de Château-Chinon y cantón de Fours.

## Demografía
| 2150 | 2209 | 2320 | 2372 | 2258 | 2108 |
| Para los censos de 1962 a 1999 la población legal corresponde a la población sin duplicidades (Fuente: INSEE [Consultar]) |      |      |      |      |      |